# Sân bay quốc tế Hamilton
Sân bay quốc tế Hamilton (mã sân bay IATA: HLZ, mã sân bay ICAO: NZHN) là một sân bay quốc tế tọa lạc ở vùng Waikato New Zealand. Sân bay cách trung tâm thành phố km. Sân bay quốc tế Hamilton có đường băng.

## Hãng hàng không và tuyến bay
Sân bay này hiện đang phục vụ nhiều loại máy bay khác nhau, từ máy bay cánh quạt nhỏ như ATR 72. Sân bay có thể phục vụ các loại máy bay cỡ vừa như Boeing 737, Boeing 757 và Airbus A320. Chiếc máy bay lớn nhất được phép hạ cánh tại Hamilton là 150-250 chỗ ngồi máy bay Boeing 767 và Airbus A300. Kế hoạch để tăng chiều dài đường băng từ 2195m đến 3000m để thu hút máy bay lớn hơn và bắt đầu các chuyến bay trong khu vực châu Á, đã được xem xét. [
Sân bay này hoạt động 24 giờ một ngày, bảy ngày một tuần.
Tháng 8 năm 2011: Phê duyệt đã được có Hamilton sân bay quốc tế mức độ đường băng của nó lên đến 3.000 mét.
| Hãng hàng không                                 | Các điểm đến                                            | Type    |
| ----------------------------------------------- | ------------------------------------------------------- | ------- |
| Air New Zealand vận hành bởi Air Nelson         | Christchurch, Wellington                                | Nội địa |
| Air New Zealand vận hành bởi Eagle Airways      | Auckland, Palmerston North                              | Nội địa |
| Air New Zealand vận hành bởi Mount Cook Airline | Christchurch, Wellington, Palmerston North              | Nội địa |
| Sunair                                          | Gisborne, Kerikeri, Napier, Palmerston North, Whangarei | Nội địa |
| Virgin Australia vận hành bởi Pacific Blue      | Brisbane                                                | Quốc tế |